# Польская народная партия (Чехословакия)
Польская народная партия (пол. Polskie Stronnictwo Ludowe, PSL, чеш. Polská lidová strana, PLS) -  политическая партия в Чехословакии, основанная осенью 1922 и пользующаяся поддержкой, в основном, среди поляков - протестантов среднего класса. Председателем партии был доктор Ян Бузек, другими видными партийными активистами были пастор Йозеф Бергер и журналист Ярослав Валечко. На выборах 1929 года лидер партии Бузек был избран в парламент. Он присоединился к парламентской группе Чешской социал-демократической партии. Партия выпускала еженедельную газету Ewangelik в Чески Тешине Český Těšín (Czeski Cieszyn) и партийную газету Prawo ludu.